# منطقه کلان‌شهری میلواکی

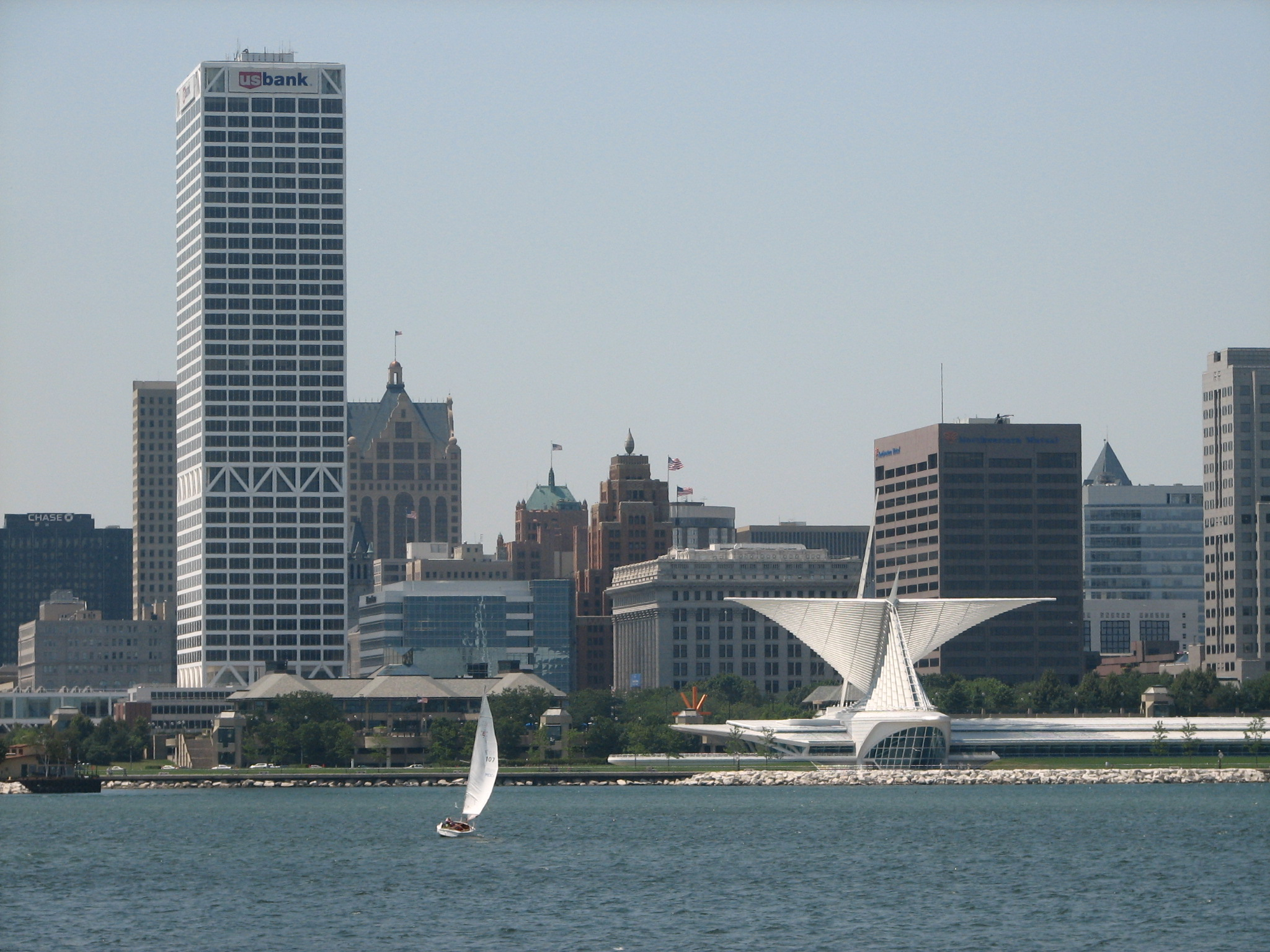
میلواکی، بزرگترین شهر ویسکانسین

منطقه کلان‌شهری میلواکی (انگلیسی: Milwaukee metropolitan area) که به آن میلواکی بزرگ هم گفته می‌شود یک منطقه کلان‌شهری است که در جنوب شرقی ویسکانسین واقع شده‌است و شهر میلواکی و حومه آن را در بر می‌گیرد. تعاریف متعددی از این منطقه وجود دارد، از جمله منطقه شهری میلواکی واکیشا وست آلیس یا منطقه مرکب آماری میلواکی ریسین واکیشا. این بزرگترین کلان‌شهری  در ویسکانسین و ۳۹ مین کلان‌شهر ایالات متحده است.